# Trick (filme)
Trick (no Brasil, Truques da Paquera) é um filme americano de 1999, do gênero comédia romântica com temática gay, dirigido por Jim Fall e estrelado por Christian Campbell, John Paul Pitoc, Miss Coco Peru e Tori Spelling. Uma produção independente produzida por Eric d'Arbeloff, Ross Katz e Fall, foi escrita por Jason Schafer. Trick estreou no Sundance Film Festival em janeiro de 1999 e posteriormente foi lançado nos cinemas pela Fine Line Features.
O filme relata a vida de Gabriel (Campbell), um escritor de musicais que não tem uma vida sexual muito agitada. Em uma noite, acaba se encantando por Mark, um go-go boy (Pitoc) que vê em um bar. Coincidentemente Mark toma o mesmo metrô que Gabriel, que desce na próxima parada, logo após ficar olhando o dançarino por toda a sua extensão. Mas Mark se levanta e acaba pegando Gabriel na saída, sem jeito.

## Elenco
Segundo TV Guide:
- Christian Campbell como Gabriel
- John Paul Pitoc como Mark
- Tori Spelling como Katherine
- Brad Beyer como Rich
- Lorri Bagley como Judy